# Piaskowiec orzęsiony
Piaskowiec orzęsiony, p. rzęsowaty (Arenaria tenella) – gatunek rośliny należący do rodziny goździkowatych. Występuje w Karpatach w Polsce (wyłącznie w Tatrach) i na Słowacji. Wzdłuż potoków i rzek, przenoszących jego pędy i nasiona, schodzi na Podtatrze. Gatunek jest wikariantem Arenaria ciliata – gatunku występującego w Alpach.

## Morfologia

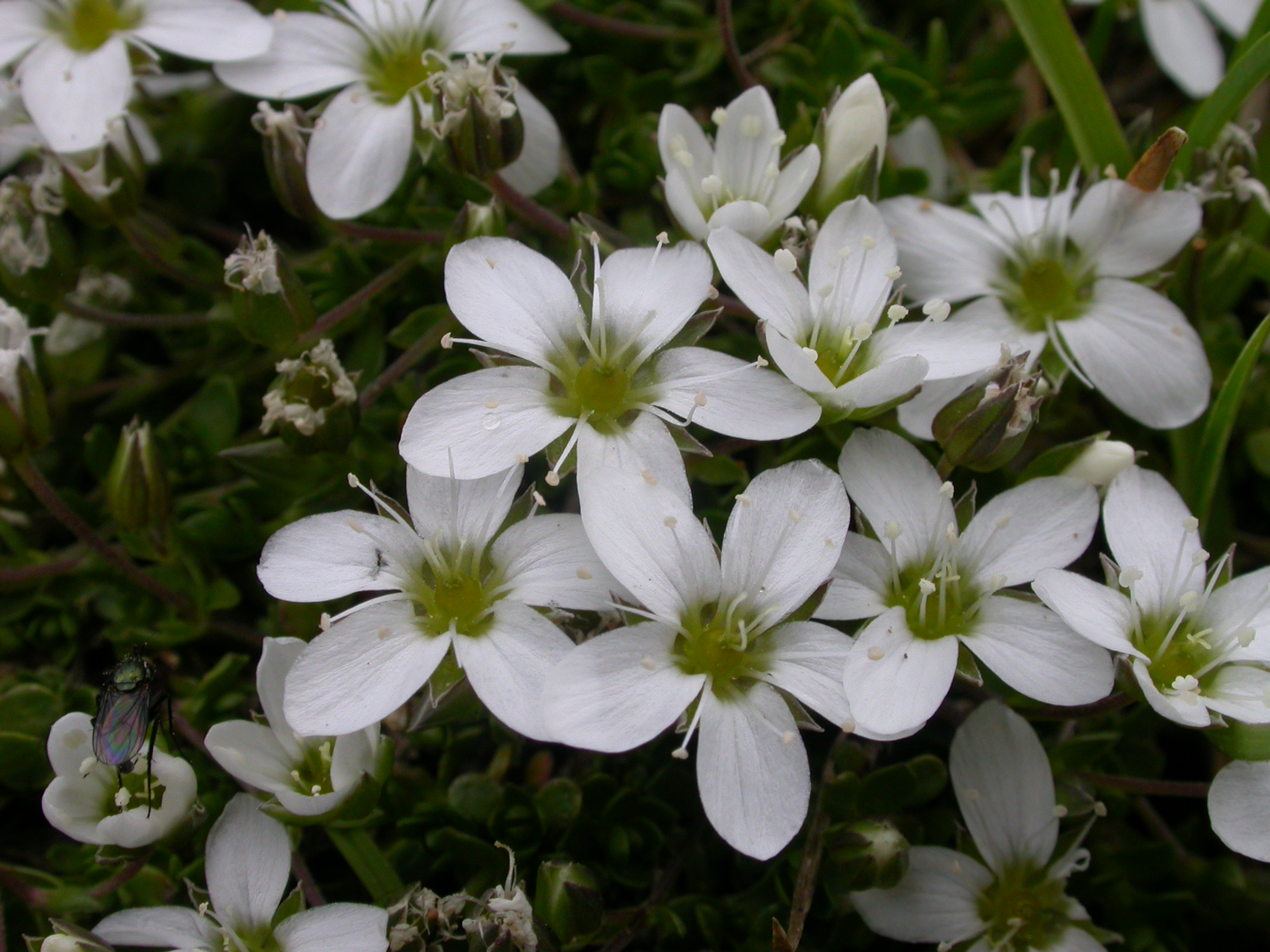
Kwiaty

PokrójRoślina darniowa z rozesłanymi i gęsto rozgałęziającymi się pędami. Kwiatowe pędy są szorstko owłosione (stąd nazwa gatunkowa rośliny).
LiścieUlistnienie naprzeciwlegle. Liście łopatkowato-lancetowate, o nasadach stopniowo zwężających się w krótki (ok. 5 mm) ogonek. Liście 1-nerwowe, o długości 4-6 mm i szerokości ok. 2 mm.
KwiatyWyrastające na pojedynczych, cienkich i wzniesionych szypułkach. Składają się z 5 białych płatków, które są o ok. 1/3 dłuższe od ostro zakończonych i naprzemianlegle z płatkami osadzonych działek kielicha. Działki kielicha i szypułki są orzęsione. Wewnątrz korony jeden słupek i 10 pręcików.
OwocOtwierająca się na szczycie 6 ząbkami jajowata torebka. Ma długość równą długości kielicha. Nasiona liczne, drobne i bez elajosomu.

## Biologia i ekologia
- Rozwój: bylina. Kwitnie od maja do lipca[5].
- Siedlisko: murawy, piargi, skały. W Tatrach występuje od regla dolnego do piętra turniowego, głównie jednak w piętrze kosówki i piętrze halnym. Rośnie na podłożu wapiennym – roślina wapieniolubna[5].